# Isabelle Guyon
Isabelle Guyon  (* 15. August 1961 in Paris) ist eine französische Informatikerin und Hochschullehrerin an der Universität Paris-Saclay.
Guyon studierte an der École supérieure de physique et de chimie industrielles de la ville de Paris (ESPCI) mit dem Abschluss 1985 und promovierte 1988 bei Gerard Dreyfus an der Universität Paris VI (Pierre et Marie Curie) mit einer Dissertation über neuronale Netzwerke in der Mustererkennung (Réseaux de neurones pour la reconnaissance des formes : architectures et apprentissage). Danach war sie zunächst als Post-Doktorandin und dann als Gruppenleiterin an den Bell Laboratories, wo sie unter anderem über Handschriftenerkennung arbeitete. 1996 verließ sie die Bell Laboratories und zog nach Berkeley (Kalifornien), wo sie ihre drei Kinder aufzog und eine eigene Gesellschaft für Maschinenlernen gründete (Clopinet). Unter anderem wandte sie Maschinenlernen auf die Identifizierung von bei Krebs beteiligten Genen an. 2016 wurde sie Professor an der Universität Paris-Saclay und forscht am INRIA. Sie ist Mitglied der Gruppe TAU (TAckling the Underspecified) an der Universität Paris-Süd.
In den 2000er Jahren organisierte sie verschiedene Wettbewerbe für Maschinenlernen um diese allgemein zugänglich zu machen, wozu sie 2011 ChaLearn gründete mit Sitz in Bear Valley, Kalifornien. 2017 stand sie der  Conference on Neural Information Processing Systems (NeurIPS) vor.
Sie befasst sich mit Maschinenlernen samt dessen Anwendungen in der Biologie, unter anderem Feature Subset Selection, neuronalen Netzwerken und Support Vector Machines. Sie war 1992 mit Bernhard Schölkopf, Bernhard Boser und Vladimir Vapnik eine der Pioniere bei SVM.
2019 erhielt sie den BBVA Foundation Frontiers of Knowledge Awards mit Bernhard Schölkopf und Vladimir Vapnik. Sie gehört zu den hochzitierten Wissenschaftlern auf ihrem Gebiet.

## Schriften (Auswahl)
- mit Bernhard Boser, Vladimir Vapnik: A training algorithm for optimal margin classifiers, Proceedings of the fifth annual workshop on Computational learning theory, 1992, S. 144–152
- mit Jane Bromley, Yann LeCun, Eduard Säckinger, Roopak Shah: Signature verification using a" siamese" time delay neural network, Advances in Neural Information Processing Systems, Band 6, 1994
- mit Léon Bottou, Corinna Cortes, John S. Denker, Harris Drucker, Larry D. Jackel, Yann LeCun, Urs A. Muller, Edward Sackinger, Patrice Simard, Vladimir Vapnik: Comparison of classifier methods: a case study in handwritten digit recognition, Proceedings of the 12th IAPR International Conference on Pattern Recognition, Vol. 3-Conference C: Signal Processing, Band 2, 1994, S. 77–82
- mit Yann LeCun, Larry Jackel, Leon Bottou, A. Brunot, Corinna Cortes, John Denker, Harris Drucker, U.A. Muller, Eduard Sackinger, Patrice Simard, V. Vapnik: Comparison of learning algorithms for handwritten digit recognition, International Conference on Artificial Neural Networks,  Band 60, 1995, S. 53–60
- mit A. Ben-Hur, A. Elisseeff: A stability based method for discovering structure in clustered data, Biocomputing, 2002, S. 6–17
- mit André Elisseeff: An introduction to variable and feature selection, Journal of Machine Learning Research, Band 3, 2003, S. 1157–1182
- mit Jason Weston, Stephen Barnhill, Vladimir Vapnik: Gene selection for cancer classification using support vector machines, Machine Learning, Band 46, 2002, S. 389–422
- mit Steve Gunn, Masoud Nikravesh, Lotfi Zadeh: Feature extraction: foundations and applications, Springer 2008